# MV Millennial Spirit
MV Millennial Spirit là một tàu chở hóa chất của Moldova vận chuyển dầu diesel. Được sản xuất vào năm 1974, con tàu trước đây được gọi là MV Freyja thuộc quyền sở hữu của một công ty vận tải biển Iceland. Tàu bị nổ vỏ và thủy thủ đoàn buộc phải bỏ tàu bởi các hải quân Nga ở Biển Đen trong cuộc tấn công của Nga vào Ukraina 2022.

## Tổng quan
Millennial Spirit là một tàu chở hóa chất nặng 2.200 tấn, dài 77,12 m (253 ft 0 in), sườn ngang 12,53 m (41 ft 1 in) và mớn nước 4,6 m (15 ft 1 in). Tàu ở mức 1.665 tổng dung tích (GT) và 2.200 tấn trọng tải toàn phần (DWT). Tàu có một boong đơn và có 10 hoặc 12 thủy thủ đoàn.

## Lịch sử

### Sản xuất
Con tàu được đóng tại Lauenburg, Đức, bởi nhà chế tạo J.G. Hitzler Schiffsw. und Maschinenfabrik. Được hoàn thành vào ngày 22 tháng 6 năm 1974 với tên gọi là Essberger Pilot với cảng đăng ký ban đầu tại Limassol, Cyprus. Trong những năm sau đó, con tàu được đổi tên nhiều lần như Solvent Explorer, Tom Lima và Hordafor Pilot.

### Freyja
Vào tháng 8 năm 2001, con tàu được mua lại bởi công ty vận tải biển Nesskip của Iceland cùng với MV Frigg, một tàu chở hóa chất khác. Tàu được đổi tên thành MV Freyja và được điều hành bởi Nesskip cho đến năm 2015, được đăng ký tại Valletta, Malta.

### Bốc cháy
Ngày 25 tháng 2 năm 2022, tàu Millennial Spirit đã chở 600 tấn dầu diesel khi đi qua Biển Đen. Các tàu chiến Nga tham gia vào cuộc xâm lược Ukraina được cho là đã bắn trúng con tàu cách cảng Yuzhne của Ukraina 22 km (12 hải lý) về phía nam trong khi đang được tiến hành. Thủy thủ đoàn của con tàu được cơ quan hải quân Moldova tuyên bố là người Nga; hai người bị thương và tất cả đều bị buộc phải bỏ tàu trong trang phục phao cứu sinh. Tất cả thủy thủ đoàn đã được nhà chức trách Ukraina giải cứu và những người bị thương đã được đưa đến bệnh viện.
Báo cáo ban đầu chỉ ra rằng con tàu mang cờ România, một quốc gia thuộc NATO, gây lo ngại về một cuộc tấn công nhằm vào một thành viên NATO. Tuy nhiên, những báo cáo này là sai và cơ quan hải quân Moldova xác nhận rằng Millennial Spirit là của Moldova.
Con tàu ở trên mặt biển và bốc cháy vào ngày 16 tháng 3 năm 2022.